# Jean Durry
Jean Durry, né le 20 mai 1936 à Paris, est une personnalité et un écrivain du sport.

## Biographie
Jean Durry est le fils des universitaires Marcel Durry et Marie-Jeanne Durry.
Après des études secondaires au lycée Henri-IV à Paris, il poursuit des études de droit. Une lecture d'enfant (Ma vie sportive, mémoires du coureur cycliste André Leducq) lui ancre à l'esprit le désir de devenir coureur cycliste. Il est coureur « amateurs » de 1955 à 1970 au CS Montparnasse, sans palmarès notoire.
En 1963, la Direction de l'éducation physique et des sports du ministère de la Jeunesse et des Sports lui confie la création du musée national du Sport, hébergé alors dans le cadre du Parc des Princes. Il y rassemble les collections les plus diverses : objets, films, affiches, œuvres d'art jusqu'à son départ à la retraite.

## Mandats associatifs

### Nationaux
Jean Durry est : 
- secrétaire général de l'Académie des sports ;
- vice-président du Comité français Pierre de Coubertin.

### Internationaux
- vice-président du comité international Pierre de Coubertin (CIPC) ;
- secrétaire général du comité international pour le fair play (CIFP)[4].

## Publications
Il est l'auteur de plusieurs livres traitant le cyclisme et l'olympisme.
Cyclisme
- La véridique histoire des Géants de la Route, Edita/Denoël, 248 pages, 1973
- Le vélo, éditions Denoël, Paris, 1976
- L'enCYCLEopédie, Edita, Lausanne, 424 pages, 1982 (en collaboration avec "ses amis", Pierre Chany, Jacques Seray, Daniel Rebour, Pierre Roques, Serge Laget, etc.)
- (avec Jacques Seray) Les 100 plus belles randonnées du cyclotourisme, Denoël, 236 pages, 1984
- (participation) Cycles d'art 1896 - 1996, Anthèse, Musée national du sport & Musée d'art et d'industrie de Roubaix, 112 pages, 1996  (ISBN 2-904-420-83-5)
- (avec Christian Dufour) l'ABCdaire du vélo, édition Flammarion, Paris, 120 pages, 1997  (ISBN 2-08-012568-0)
- (présentation avec Jean-Marie Leblanc et Serge Laget) L'escalier des géants, célébration du Tour aux Pyrénées, de Jean-Michel Linfort, édition le Pas d'oiseau, Toulouse, 2010  (ISBN 978-2-917971-12-3)

Olympisme et tous les sports
- Le sport à l'affiche, éditions Hoëbeke, 204 pages, 1988
- Le grand livre du sport, Nathan, Paris, 1992  (ISBN 978-2-09-290127-4)
- (avec Ronald Hubscher et Bernard Jeu) L'Histoire en mouvement, le sport dans la société française, Armand Colin, Paris, 1992  (ISBN 978-2-200-37238-5)
- Almanach du sport des origines à nos jours, Encyclopedia universalis France, 1996  (ISBN 978-2-85229-706-7)
- Le vrai Pierre de Coubertin (préface de Juan Antonio Samaranch), Paris, 1997
- (avec Pierre Dauzier) Le chant du sport, La Table ronde, Paris, 400 pages, 2006